# 衛藤晟一

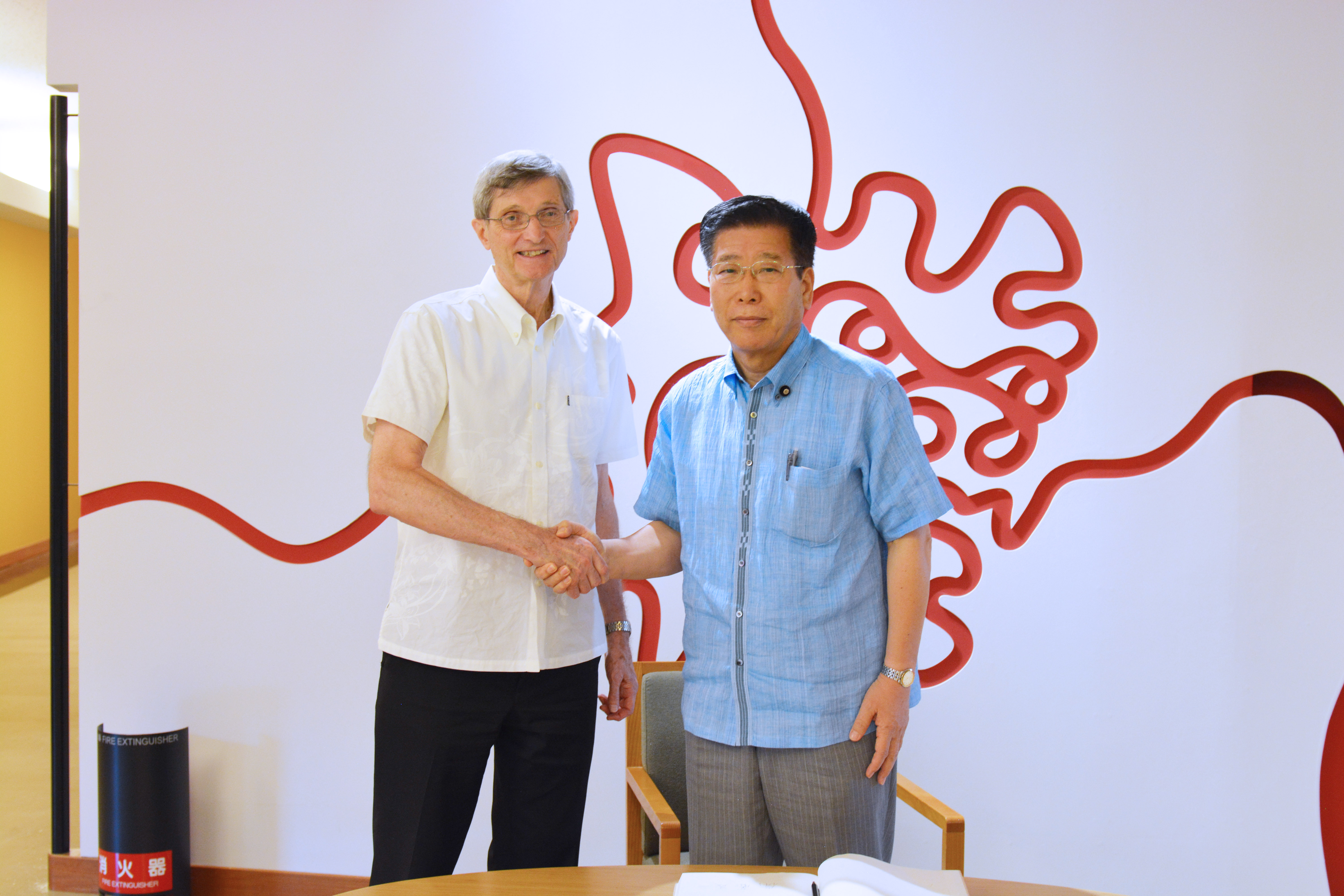
2019年、沖縄県恩名村のOISTにて

衛藤 晟一（えとう せいいち、1947年〈昭和22年〉10月1日 - ）は、日本の政治家。
参議院議員（3期）、衆議院議員（4期）、内閣府特命担当大臣（沖縄及び北方対策、消費者及び食品安全、少子化対策、海洋政策）（第4次安倍第2次改造内閣）、内閣総理大臣補佐官（教育再生・少子化・その他国政の重要課題担当）（第3次安倍第1次改造内閣・第3次安倍第2次改造内閣・第3次安倍第3次改造内閣・第4次安倍内閣・第4次安倍第1次改造内閣）、内閣総理大臣補佐官（国政の重要課題担当）（第2次安倍内閣・第2次安倍改造内閣・第3次安倍内閣）、厚生労働副大臣（第2次小泉改造内閣）、運輸政務次官（第2次橋本内閣）、衆議院厚生労働委員長大分県議会議員（2期）、大分市議会議員（2期）、自由民主党党紀委員長、自由民主党政務調査会長代理、自由民主党参議院幹事長代行、自由民主党地方組織・議員総局長、自由民主党政務調査会副会長を歴任。

## 来歴・人物
大分県大分市生まれ（現住所は同市豊町1丁目に在住）。大分市立碩田中学校、大分県立大分上野丘高等学校を経て、大分大学経済学部に入学。大学在学中、別府大学の井脇ノブ子と共に九州学生自治体連絡協議会（のちの全国学生自治体連絡協議会）を結成。自身も大分大で保守派の「学生協議会」を率いた。朝日新聞によれば、全日本学生自治会総連合打倒を掲げた学園正常化運動であった。
1973年、大分市議会議員に当選。1979年には大分県議会議員に当選し、2期務めた。

### 衆議院議員選挙に出馬
1986年7月に行われた第38回衆議院議員総選挙に旧大分1区から自民党公認で立候補するも次点で落選。
1990年2月、第39回衆議院議員総選挙に初当選。3期連続当選したが、2000年6月の第42回衆議院議員総選挙では民主党の釘宮磐に敗れ、比例区でも復活できずに落選した。
2003年11月の第43回衆議院議員総選挙では無所属（民主党推薦）の吉良州司に敗れたが、比例九州ブロックで復活当選。2004年9月、厚生労働副大臣に就任。2005年7月5日の郵政国会では、郵政民営化に造反して反対票を投じたため、副大臣を罷免された。同年9月11日の第44回衆議院議員総選挙では、自民党大分県連が衛藤の公認を申請していた が、自民党本部は佐藤錬の公認を決定した。衛藤は無所属で大分1区から出馬したが、民主党に入党していた吉良に再び敗れ落選。

### 2007年参議院議員選挙
2007年（平成19年）7月29日の第21回参議院議員通常選挙で比例区からの立候補を希望し、自民党に公認を申請したことが引き金となって前年末に続く郵政造反組復党問題が起こる。党内では前年末の「造反組議員」復党で内閣支持率が下がったことなどから根強い反対意見も有ったが、自民党党紀委員会では賛成10票、反対7票という異例の多数決となったが、復党が実現して比例代表候補となった。
地盤が狭い元衆議院議員が参議院比例区に立候補する場合、通常は地元の票固めを行う。しかし衛藤の支持層を比例区で取り込もうと考えていた公明党への配慮から、自民党本部は復党にあたって地元大分での選挙活動を認めないなどの厳しい制約を課した。衛藤は福岡県に選挙事務所を置こうとしたが、公明党はそれについても「九州内では意味がない」と反発したため、最終的に東京渋谷に選挙事務所を置くことになった。2007年6月11日に東京で開かれた「えとうせいいち君を激励する会」では、文部科学大臣の伊吹文明や自民党幹事長の中川秀直、自民党政調会長の中川昭一などが支援を表明した。地元大分で活動できない中、202,314票を獲得して党内13位で当選。

2007年12月12日、参議院本会議において野党提出の郵政民営化凍結法案の採決で棄権したため、自民党参議院議員会長の尾辻秀久から厳重注意処分を受けた。衛藤は「ボタンの押し忘れ」などと主張した。
2008年（平成20年）4月14日、自民党大分県連により、県連復帰が承認された。これに対して、公明党大分県本部代表で当時県議だった竹中万寿夫が同日の自民党県連年次大会出席を急遽取り止めた。竹中は衛藤の県連復帰により、「自公の信頼関係が崩れ、今後の自公協力が厳しくなる」と述べた。
2010年（平成22年）1月、議員グループのぞみに参加。自民党障害者特別委員長を務める。2011年、自民党参議院幹事長代行に就任。2012年12月、第2次安倍内閣で内閣総理大臣補佐官（国政の重要課題担当）に就任。
2013年（平成25年）4月23日、みんなで靖国神社に参拝する国会議員の会の一員として靖国神社に参拝。
同年7月21日、第23回参議院議員通常選挙に比例区から出馬し204,404票を獲得して党内10位で再選。
2019年（令和元年）の任期満了時点で71歳であり、70歳定年制の党の規約があるにもかかわらず、他の6人と一緒に第25回参議院議員通常選挙で特例公認された。7月の参院選で自民党は比例代表で19議席を獲得。衛藤は党候補者33人中15位の得票数で3選した。
同年9月11日に発足した第4次安倍第2次改造内閣で一億総活躍担当、領土問題担当、内閣府特命担当大臣（沖縄及び北方対策、消費者及び食品安全、少子化対策、海洋政策）として初入閣。
2020年（令和2年）9月、自民党党紀委員長に就任。同年10月、自民党障害児者問題調査会長、少子化対策特別委員長。
2022年（令和4年）4月、長年所属していた志帥会（二階派）を退会し、無派閥となった。同年6月、清風会（参院安倍派）に入会した。同年7月21日、清和政策研究会（安倍派）は総会を開催。衛藤と橋本聖子、同月の参院選で当選した生稲晃子、古庄玄知、友納理緒、井上義行ら計6人の入会を決定した。
2024年（令和6年）3月18日、政治資金収支報告書に誤記載があったことの道義的責任をとりたいとして、党紀委員長の辞任を申し出た。
同年7月、翌2025年7月に改選を迎える次期参議院議員通常選挙に立候補しない意向を表明した。理由として長男の衛藤博昭が、衆議院議員総選挙の自民党大分1区支部長に就任しており、「（親子で選挙を）同時並走することは県民の理解が得られないのではないか。私が引くべきではないかということで不出馬を決意した」と述べている。同年11月、自民党北朝鮮による拉致問題対策本部長に就任。

## 政策・主張
- 憲法9条の改正に賛成し、自衛隊を他国同様「国防軍」にすべき[25]。
- 集団的自衛権の行使容認に賛成[25]。
- 総理や閣僚の靖国神社参拝は問題ない[25]。
- 婚外子の相続差別撤廃に反対し、2013年12月5日に可決された婚外子の相続分規定改正案に、自民党の党議拘束に反して賛成票を投じなかった[26]。
- 教育問題の一環として歴史教科書問題にも取り組んでいる。2004年10月、イギリスにおける歴史教科書問題を当時のサッチャー政権が教育基本法を改正することで「自虐偏向」を「正常化」したとされる事例を現地調査するための、与野党合同の「イギリス教育改革調査団」を設立。2005年4月に、PHP研究所から中西輝政監修、自民党幹事長代理（当時）の安倍晋三らと共著で『サッチャー改革に学ぶ教育正常化への道』を出版した。
- 慰安婦問題に関しては、1997年に結成された「日本の前途と歴史教育を考える議員の会」の幹事長に就任。存在肯定派と否定派の両派の有識者を招いて意見を聞く勉強会を主催した[要出典]。
- 鳩山由紀夫内閣の選択的夫婦別姓法案に反対した[27]。2021年にも地方議員に送っていた選択的夫婦別姓制度導入に反対する文書に名前を連ねていた[28]。
- 自社さ連立政権時代は与党福祉プロジェクトチームに所属し、介護保険法の成立に関わった。自自公連立政権時代には、「これからは、老夫婦を看る子供の数は3分の1に減り、介護期間は今の10倍になります。掛け算すると30倍の負担です。介護保険を辞めたら家族の美風は崩壊してしまいます」と述べ、厚生省が主張する"介護の社会化"に反対した[29]。
- 普天間基地の辺野古への移設に賛成[25]（普天間基地移設問題参照）。
- 将来の年金給付水準が下がるのはやむをえない[25]（マクロ経済スライド参照）。
- 原子力発電所は必要[25]。
- 死刑制度に賛成[25]。
- 女系天皇の誕生に反対（現存宮家が男の養子を迎える等を提案）[30]。
- 新元号（令和）の事前公表に反対[31]。
- 受動喫煙防止を目的とした健康増進法改正案に反対。
  - 2003年に行われた公開アンケートにおいて、健康増進法を努力規定ではなく義務規定として受動喫煙防止を徹底することに反対している[32]。
  - 2017年2月15日の厚生労働部会において、「病院や学校の敷地内完全禁煙はいかがなものか。分煙の例外規定も必要ではないか」「公道上の喫煙場所の確保も重要」「小規模店舗の選択式、分煙、略式禁煙も検討すべき」と主張した[33]。

## 人物

### 統一教会との関係
- 1995年に都内のホテルで行われた、統一教会（現・世界平和統一家庭連合）幹部・朴普煕（パクポヒ）が開いたイベント「朴普煕博士『希望の日』晩餐会」に招待され、警視庁公安部が作成した捜査資料に名前が載っていた[34]。衛藤事務所はデイリー新潮の取材に対し「全く記憶にありません」と答えた[34]。

- 2014年1月22日、統一教会の関連団体「世界戦略総合研究所」が参議院議員会館で開いた定例会で講演した[35][36]。このときに議員会館使用の便宜もはかった[36]。
- 2019年10月、統一教会の関連団体「世界日報社」のインタビューに応じた[37]。

- 2022年7月から8月にかけて、共同通信社は、全国会議員712人を対象に、統一教会との関わりを尋ねるアンケートを実施。8月31日に各議員の回答の全文を公表した。岸田文雄首相は8月8日の自民党臨時役員会で、統一教会をめぐり「政治家の責任で関係をそれぞれ点検し、適正に見直してもらいたい」と述べ、党所属国会議員全員に通達するよう指示[38]しながらも、自身はアンケートに答えることを拒否した[注 2]。衛藤もアンケートに答えることを拒否した[43][44]。

### 村山富市の首班指名をめぐって
1994年、羽田内閣の総辞職後の内閣総理大臣指名選挙について、総裁の河野洋平や幹事長の森喜朗が日本社会党委員長の村山富市を推したため、自民党両院議員総会は大いに紛糾した。しかし、旧大分1区で村山と直接のライバル関係にある衛藤が涙ながらの「大演説」で賛意を表明したことから、議論の流れが大きく変わり、村山首班指名で決着した。この後、自社さ連立政権が成立し、自民党は11か月ぶりに政権に復帰した。

### 参院選での選管による得票数不正操作事件
2013年（平成25年）7月21日執行の第23回参議院議員通常選挙で、衛藤は比例区において、全国から20万4,000票以上を獲得し当選したが、香川県高松市においては衛藤の得票数ゼロという集計結果が出た。
- この結果について、衛藤の支持団体の一つである香川県遺族連合会などは、開票ミスによるものであるとして、高松市選挙管理委員会に対し、票の再点検を求めていたが[48]、高松市選挙管理委員会は応じなかった。
- その後、衛藤の支持者が高松地方検察庁へ告発し、同地検が捜査を進めた所、当時の高松市選挙管理委員会の選挙管理委員長ほか、当時の高松市職員3名が、集計済の白票約300票を再度白票として入力させ、後で見つかった衛藤の312票は集計せずにダンボールに梱包し[49]、8月になってからそれを無効票の箱に移し替え、その他にも、同年9月と2014年（平成26年）1月にも、2010年の第22回参議院議員通常選挙の投票用紙を無効票の箱に入れたり、白票に文字を書き込む[50] などの隠蔽工作が発覚し、同地検は2014年（平成26年）6月25日に、不正選挙で同3名（うち1名は定年退職済）を、公職選挙法違反（投票増減）の疑いで逮捕し[51]、7月15日に高松市の市職員6人を、公職選挙法違反と刑法の封印等破棄罪で起訴した。
- 衛藤は「信じられない。日本でそんな事が起こり得るのかとびっくりしている。自分は間違いなく入れたという方の声が無視されたのは非常に残念。」と述べた[52]。
- 中央選挙管理会は事実関係を調査するため、高松市に職員を派遣する方針を決めた。神崎浩昭委員長は「なるべく早く調査を始めたい。過去にない事態で、再発すれば選挙そのものの信頼が失くなる」と述べ、高松市選挙管理委員会に対して、助言や勧告をする権限を示唆した[53]。また、全ての都道府県選挙管理委員会に対し、厳正な開票作業の徹底を働き掛ける様、総務省に求めた[54]。

### 米国への「失望」表明
内閣総理大臣安倍晋三が2013年12月26日に行なった靖国神社の参拝に、アメリカ合衆国連邦政府が「失望」を表明したことについて、2014年2月16日に『約束を果たした首相の靖国参拝』の題名でYouTubeに投稿した動画で、「我々の方が失望した」という内容の批判をおこなった。
衛藤は動画の中で、安倍の靖国神社参拝前に、自身が2013年11月の訪米や同年12月初旬の駐日アメリカ合衆国大使館訪問で、靖国参拝への理解を求めていたことを説明し、「安倍政権は、民主党政権で崩れた日米関係修復に非常に大きな力を割いてきた。米国は同盟関係にある日本をなぜ大事にしないのか」「米国はちゃんと中国にものが言えないようになりつつある。米国の声明は、中国に対する言い訳にすぎない」とアメリカ合衆国を非難した。
2月19日、菅義偉官房長官は、衛藤の発言について「（衛藤氏の）個人的見解だ。日本政府の見解ではない」と述べた上で、衛藤に発言の取り消しを指示したと述べた。同日、衛藤は発言を取り消し、動画を削除した。
米国務省の副報道官は、「日本政府は個人的見解であり政府見解ではないと説明している」として、問題視しない考えを示した上で、安倍の靖国神社参拝に「失望」声明を出したことについては、「米国の立場は明確だ」とも述べた。

### その他
- 朝日新聞によれば、衛藤が参加した学生運動は、全日本学生自治会総連合打倒を掲げた学園正常化運動であったとされる[5]。

- 2011年5月24日、自民党本部で開かれた同党外交部会で、外務省アジア大洋州局審議官の北野充（当時）が横を向いて同僚と話した瞬間に激高し、「いい加減にしろ。本気で国益を守ろうと思っているのか」と叫んで、数メートル離れた場所からコップの水を浴びせ掛けた[61]。「自分が話している最中に横を向いていた」とのこと[62]。

- 朝日新聞は、学生時代に衛藤が、冷戦下で反共路線をとっていた頃の宗教団体「生長の家」で学生運動をしていた、と報じている[63][64]。

## 発言

### 「真の近現代史観」懸賞論文
2008年11月11日、自民党の国防関係合同部会にて、歴史認識に関して、日本国政府見解を否定する論文（「真の近現代史観」懸賞論文）を発表して航空幕僚長を更迭された田母神俊雄を擁護。「歴史認識を教育するなんてことを言ってもらったら困る」と述べ、日本の歴史教育の在り方を見直す考えを示すとした防衛省側を批判した。

### 加計学園問題
2017年7月29日、加計学園問題について、「安倍首相は関与はしていないと確信を持っている。」と主張、一方「友人を大事にし過ぎる傾向があったために、それが何となく公私混同と判断されて批判になっているのかもしれない。対応に脇の甘い部分があった。」と述べる。

### 「かつて韓国は売春観光国」発言
内閣総理大臣安倍晋三の最側近である衛藤は、2019年8月1日、来日した韓国の与野党議員が日韓関係についての話し合いを行うために主宰した晩餐会の席で、「私は今年71歳だが、韓国には一度行ったことがある。かつて日本人が売春観光で韓国を多く訪れたが、そういうのは嫌で行かなかった。強制徴用、慰安婦問題などに対する調査過程に参加していたが、違法な情況は見つけられなかった」と発言したことに対し、共に民主党のキム・ヨンチュンは「韓国の国会議員がいる席で行なった侮辱的な発言だった」とし、「歴史問題に関して韓国は全く違う認識を持っている」と指摘した。晩餐会を主宰した亀井静香元金融担当相は、衛藤の発言について「衛藤補佐官の個人的な意見であり、もともとこういう言い方をする」と、その場の雰囲気をなだめたという。

## 不祥事
国民年金保険料未納
衆議院厚生労働委員長在任中の2004年5月14日、国民年金保険料の未納が判明した。議員年金に加入すれば同時に国民年金にも加入していることになるものと誤解していた衛藤は、衆議院議員に初当選した1990年2月から11年11か月間、保険料を納付していなかった。
運動員の逮捕
2005年の衆議院選挙において、大分市内の住宅街で法定外の文書を配布したとして、衛藤の運動員が3名逮捕された。

## 所属団体・議員連盟
- 日本会議国会議員懇談会（幹事長）
- 神道政治連盟国会議員懇談会
- 日本の前途と歴史教育を考える若手議員の会（幹事長）
- 天皇陛下御即位二十年奉祝国会議員連盟（事務局長）
- みんなで靖国神社に参拝する国会議員の会
- TPP交渉における国益を守り抜く会
- 創生「日本」
- 真の人権擁護を考える懇談会
- 平和を願い真の国益を考え靖国神社参拝を支持する若手国会議員の会
- のぞみ
- 憲法20条を考える会
- 国際観光産業振興議員連盟（顧問）[72]
- 全ての女性の安心・安全と女子スポーツの公平性を守る議員連盟（副代表）[73]

## 支援団体
- 新生佛教教団、佛所護念会教団、崇教真光、念法眞教、解脱会から支援を受けている[74]。